# جزيرة تاباه
جزيرة تاباه وهي جزيرة من جزر إندونيسيا، وتقع في إقليم آتشيه.